# Anton Hansen
Anton Ludvig Hansen (26 de novembro de 1886 — 1970) foi um ciclista norueguês. Nos Jogos Olímpicos de Verão de 1912 em Estocolmo, competiu representando a Noruega na prova individual e por equipes de ciclismo de estrada.